# Balliopsis
Balliopsis, rod crvenih algi iz porodice Batrachospermaceae, dio reda Batrachospermales. Postoje dvije priznate vrste a tipična je slatkovodna alga B. prieurii.
Rod je opisan 2002. izdvajanjem ovih vrsta iz roda Ballia. 

## Vrste
1. Balliopsis pinnulata (Kumano) G.W.Saunders & Necchi
2. Balliopsis prieurii (Kützing) G.W.Saunders & Necchi

## Vajske poveznice
- Nuclear rDNA sequences from Ballia prieurii support recognition of Balliopsis gen. nov. in the Batrachospermales (Florideophyceae, Rhodophyta)

|  | Zajednički poslužitelj ima još gradiva o temi Balliopsis |
|  | Wikivrste imaju podatke o taksonu Balliopsis             |